# Дрезденская долина Эльбы
Дрезденская долина Эльбы (нем. Kulturlandschaft Dresdner Elbtal) — участок долины реки Эльба в столице Саксонии Дрездене, включённый в 2004 году в список объектов всемирного наследия ЮНЕСКО по критериям ii, iii, iv, v. В 2006 году долина была помещена в список объектов Всемирного наследия, находящихся под угрозой уничтожения из-за планов строительства Вальдшлёсхенского моста через Эльбу, в 2009 году — была исключена из списка объектов Всемирного наследия, причём до неё из списка исключался всего один объект — резерват аравийской антилопы в 2007 году.
Долина шириной 0,5–3 км простирается вдоль реки с северо-запада на юго-восток примерно на 18 км — от загородного дворца Августа Сильного в Юбигау и полей Острагехеге до дворцово-паркового ансамбля Пильниц и острова на Эльбе.

## Восточная часть долины

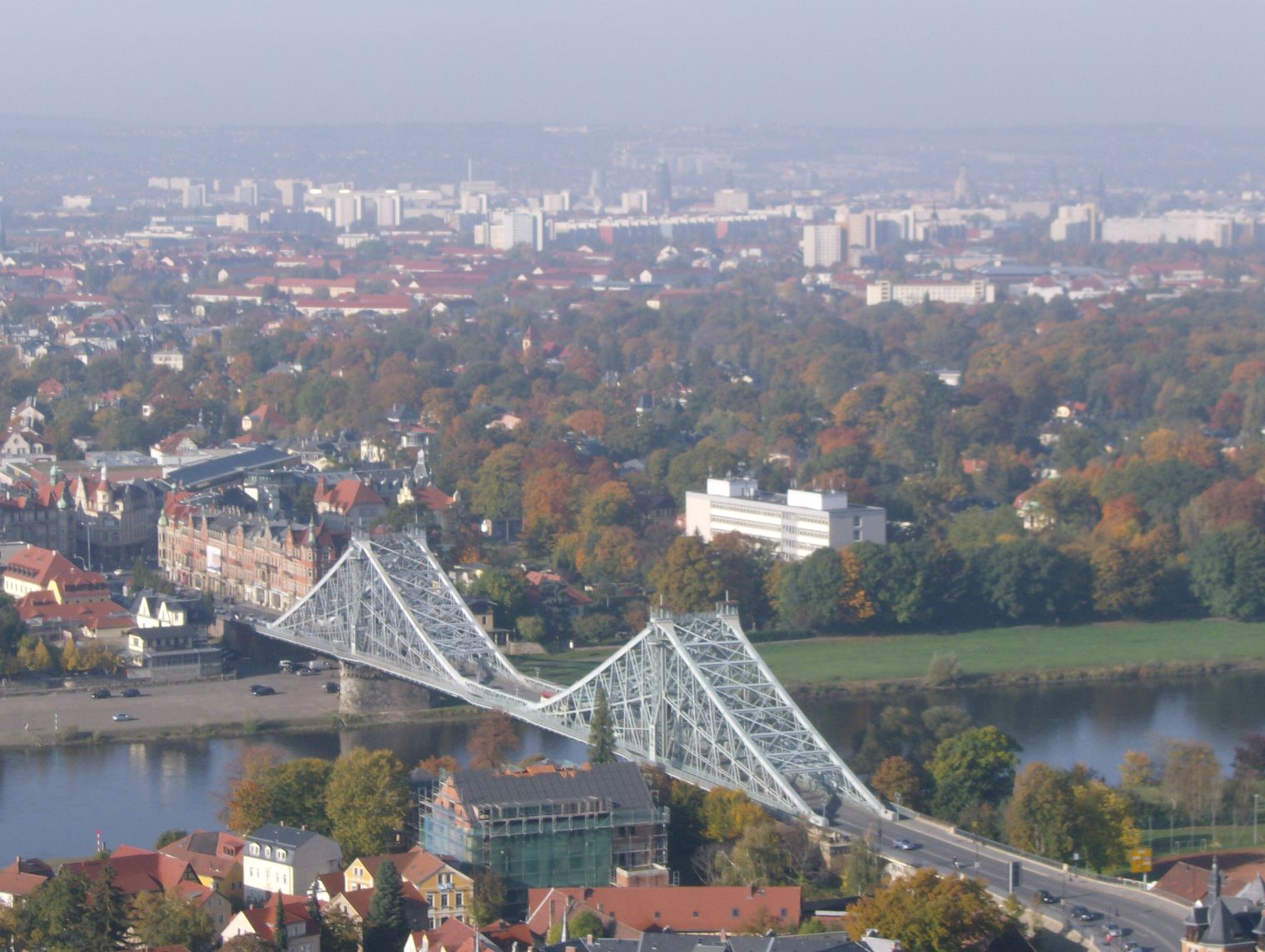
Мост «Голубое чудо» в долине Эльбы

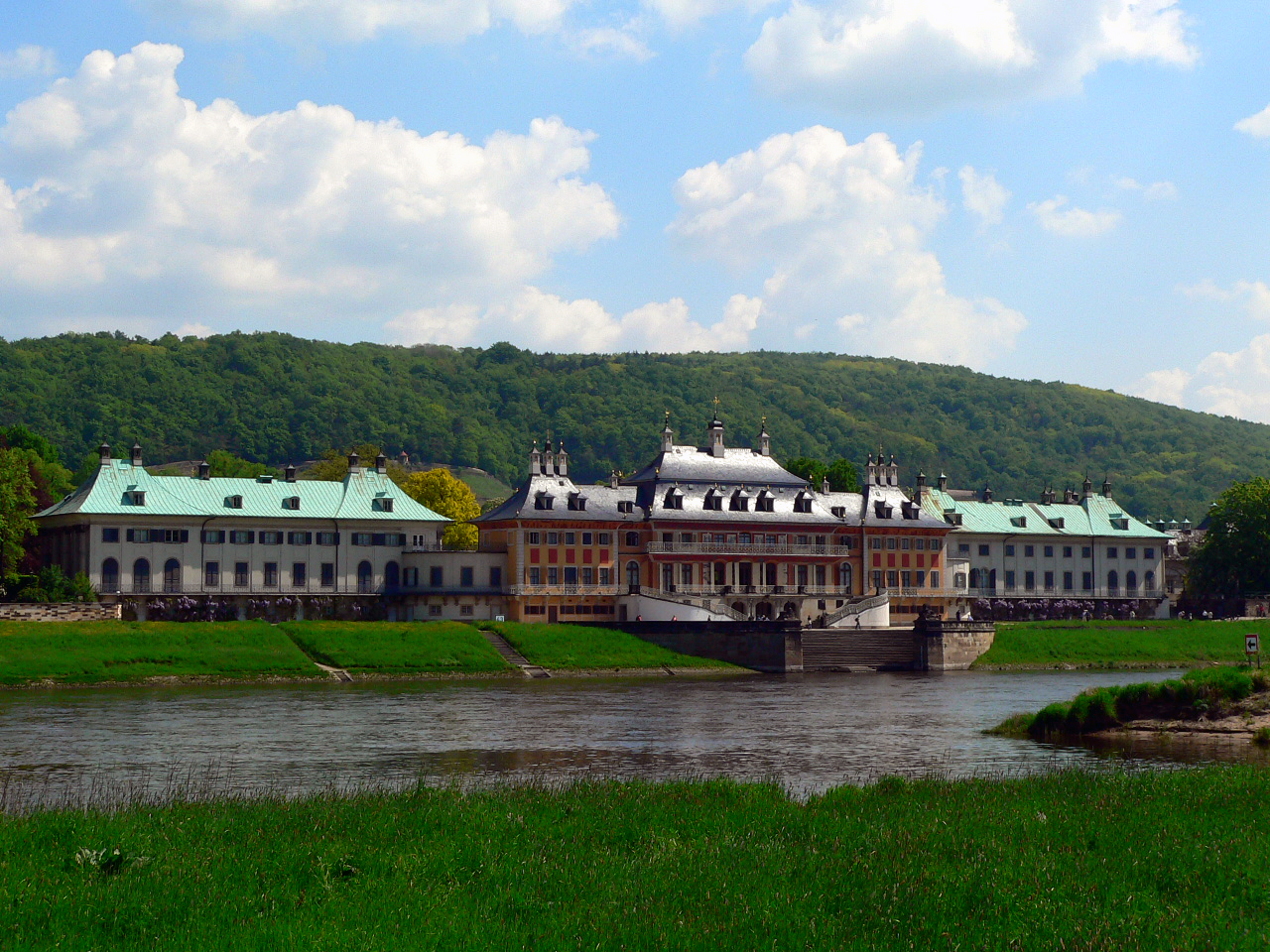
Дворцово-парковый ансамбль Пильниц

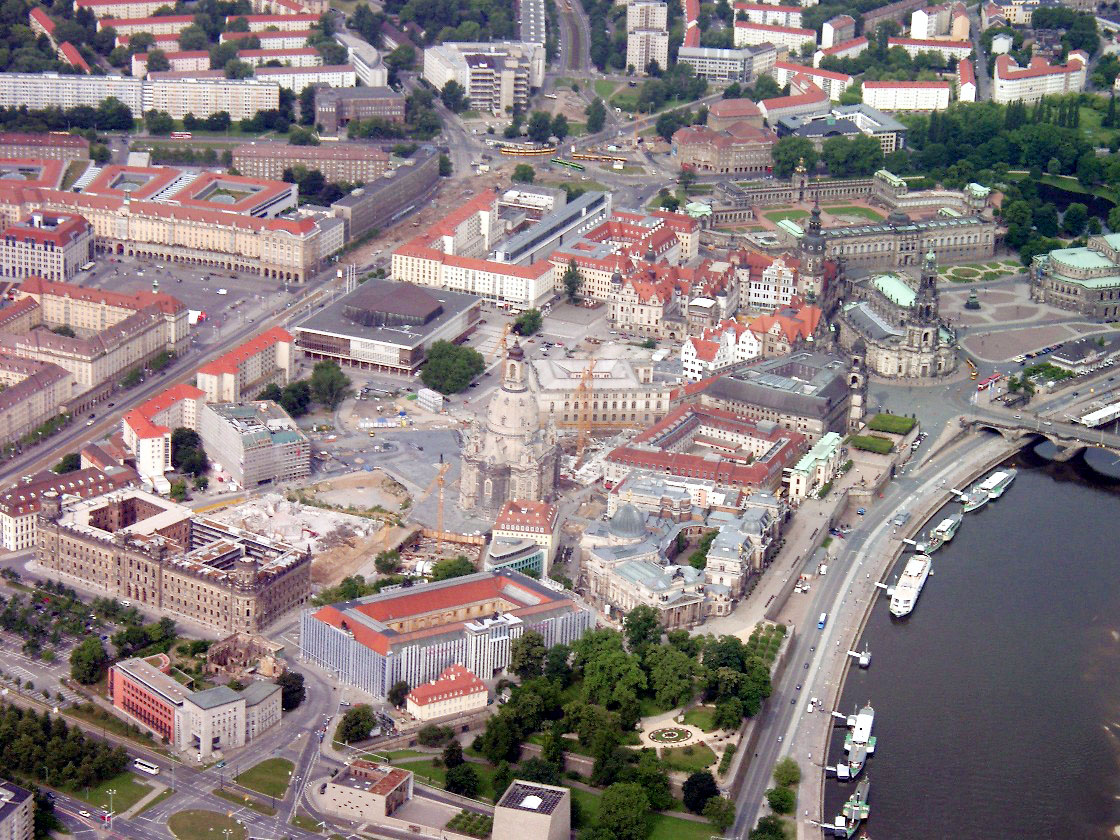
Исторический центр Дрездена и пристань Саксонского пароходства на берегу Эльбы

В долине расположены заливные луга шириной 50–100 м, которые никогда не застраивались (за исключением района Острагехеге); на острове у Пильница находится закрытый для посещения заповедник. К окружающим долину холмам склоны правого берега Эльбы поднимаются террасами, которые раньше использовались для выращивания винограда. В XIX веке большая часть их территорий была превращена в пригородные виллы с садами и парками, однако некоторые из виноградников существуют и сейчас (например, защищаемая область Schönfelder Hochland и Elbhänge Dresden-Pirna, а также виноградники в Пильнице и Динглингере).
Одним из центров культурного наследия в долине реки является дворцово-парковый ансамбль Пильниц, расположенный в восточной части. Строительство комплекса началось в 1720-е годы, а после 1778 года он стал летней резиденцией курфюрста Фридриха Августа III. Некоторые посёлки в долине реки сохранили свою историческую структуру. На правом берегу реки располагается район Дрездена Лошвиц, на левом — Блазевиц, застройка которых почти не изменилась с XIX и начала XX веков.
На Лошвицкой возвышенности стоят несколько вилл с окружающими их парками, так называемые «эльбские замки»: замок Альбрехтсберг, замок Лингнера, замок Экберг (нем. Schloss Eckberg), построенные в 1850—1860 годах. Крематорий в Толкевице (нем. Krematorium Tolkewitz) на кладбище Йоханнисфридхоф (нем. Johannisfriedhof) представляет более поздний период (1909—1911 годы).
Хорошо сохранились также некоторые памятники времён промышленной революции: стальной мост «Голубое чудо» длиной 280 м (1891—1893), однопутный подвесной железнодорожный мост (1898—1901), а также дрезденский фуникулёр (1894—1895) и дрезденская подвесная дорога (1899—1901). Пассажирские перевозки по реке выполняются Саксонским пароходством (нем. Sächsische Dampfschifffahrt), во флоте которого имеются пароходы конца XIX века (самый старый был построен в 1879 году).

## Исторический центр Дрездена
Культурный ландшафт долины также включает в себя исторический центр Дрездена с многочисленными памятниками и парками. Основанный в Средние века на левом берегу Эльбы, Дрезден с XVI века является столицей саксонских курфюрстов.
После того, как Август Сильный стал королём Польши в 1697 году, город был сильно реконструирован. Старые укрепления были снесены за исключением террасы Брюля (которую в Дрездене называют «балкон Европы»).
Основные памятники расположены вокруг Театральной площади: Дрезденский замок-резиденция, дворец Ташенберг (нем. Taschenbergpalais), Цвингер, опера Земпера и Хофкирхе — кафедральный собор Дрезденско-Майсенской епархии и придворная церковь саксонских курфюрстов и королей. На правом берегу реки, напротив исторического центра располагается район Нойштадт (нем. Neustadt), на территории которого находятся Японский дворец XVIII века с прилегающими барочными садами, здания саксонских министерств и другие строения XVIII и XIX веков.

## Западная часть долины
В западной части долины располагается ещё один дворцовый комплекс Юбигау (1724—1726). Район Острагехеге, бывший в XVI—XVII веках парком оленей, в 1902—1910 годах стал городской скотобазой и наиболее продвинутой в Европе скотобойней, которая в настоящее время закрыта, но часть зданий реконструирована и используется Дрезденским выставочным комплексом (нем. Messe Dresden).

## Галерея

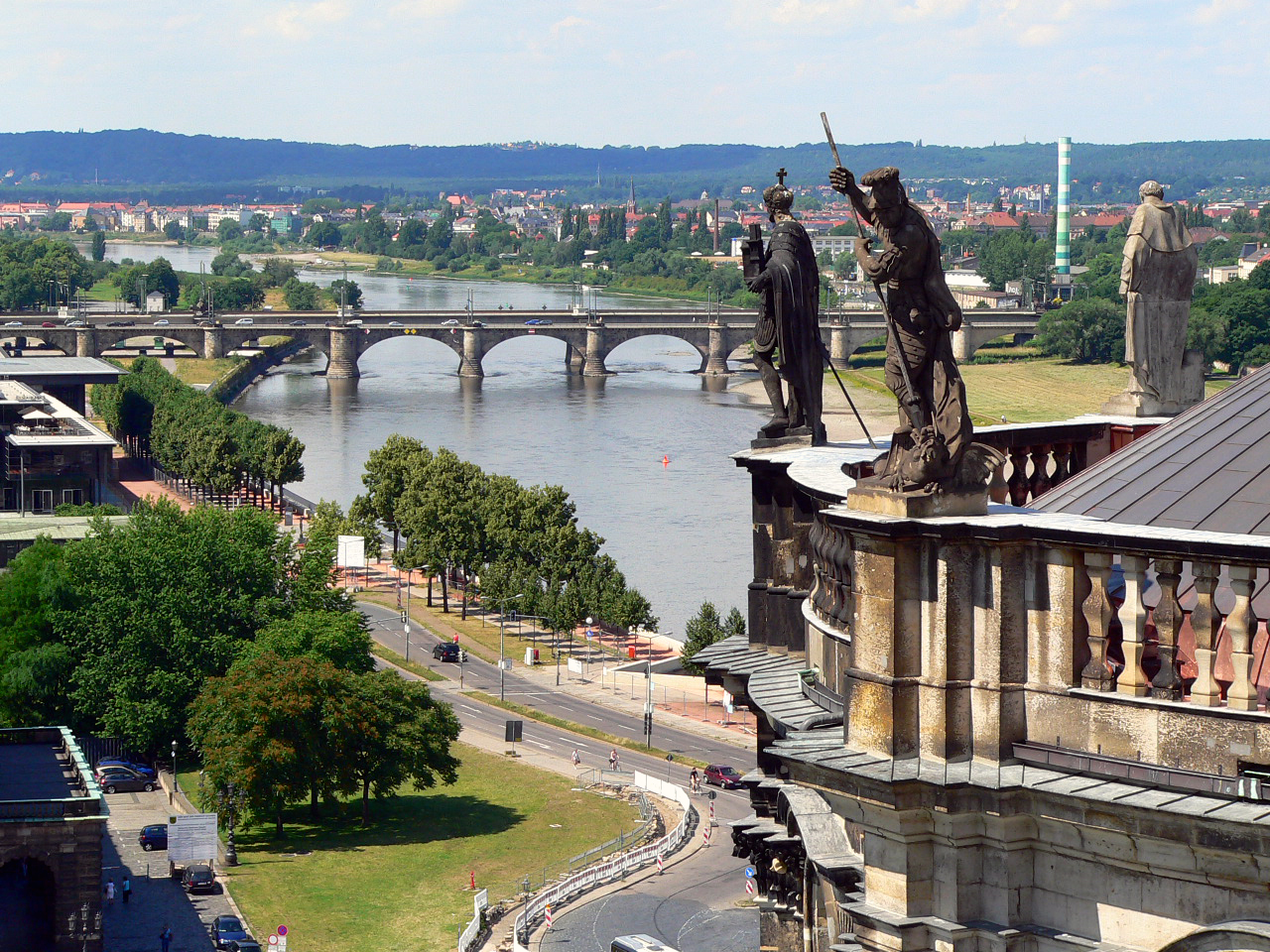
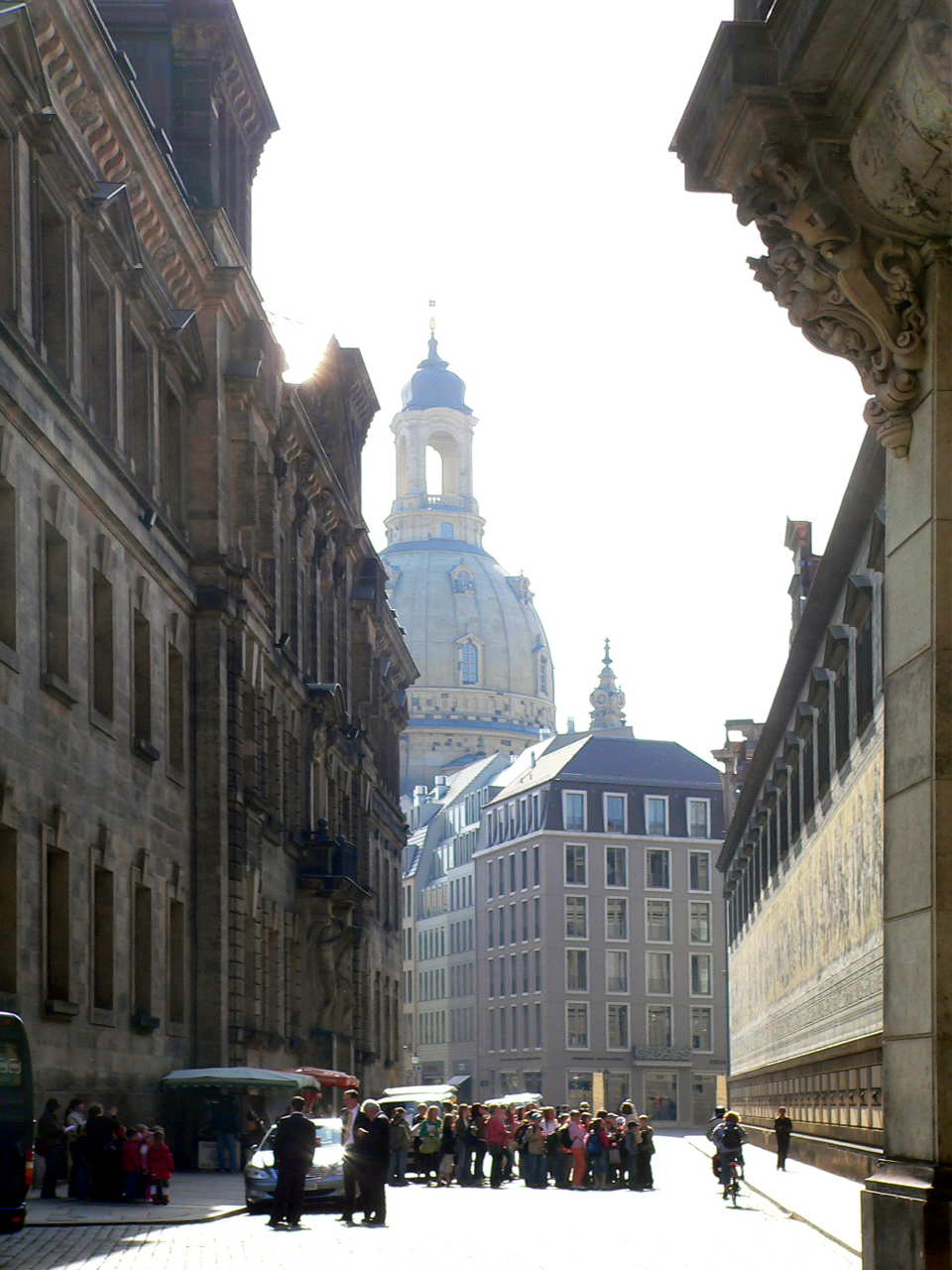
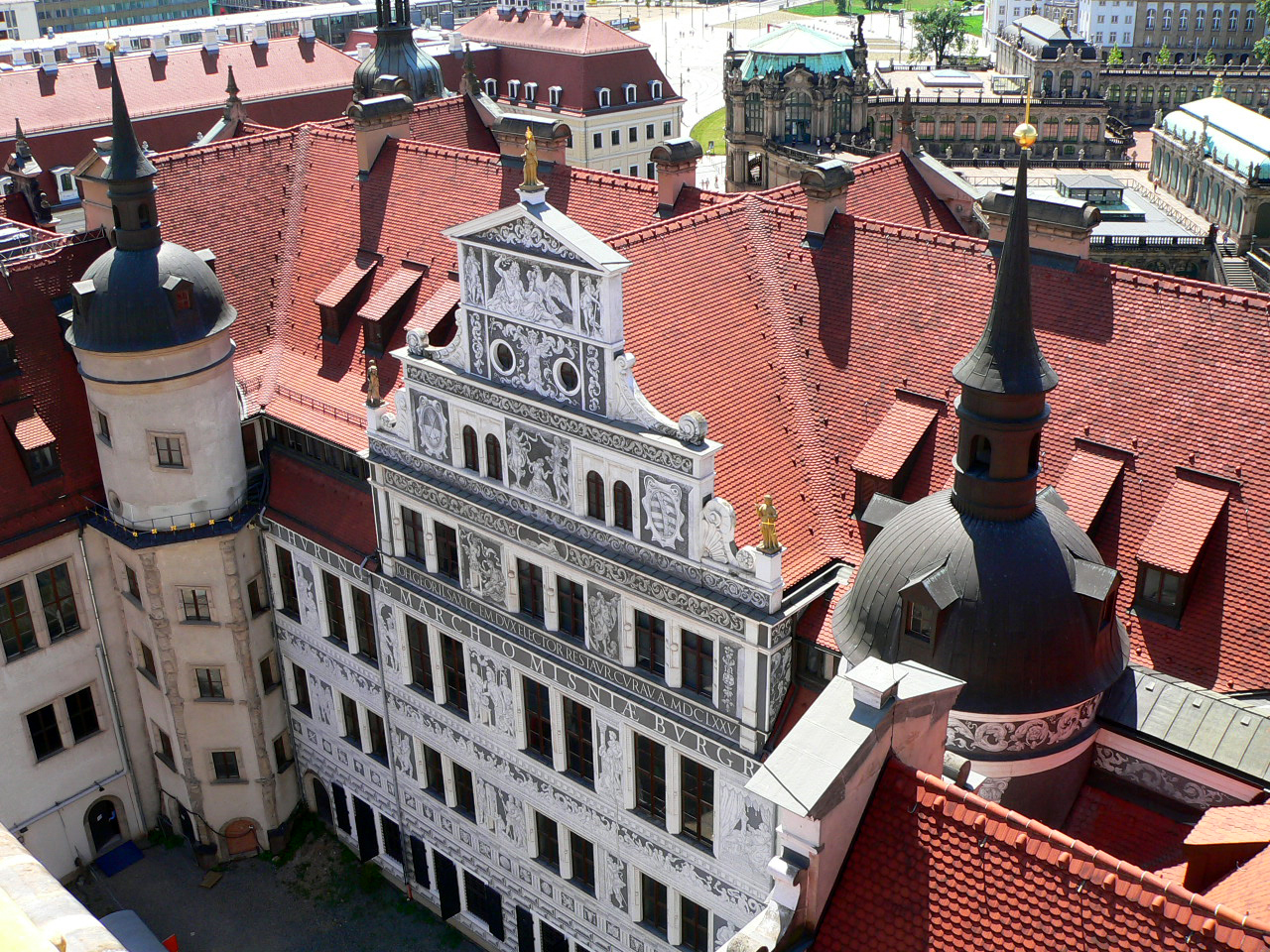
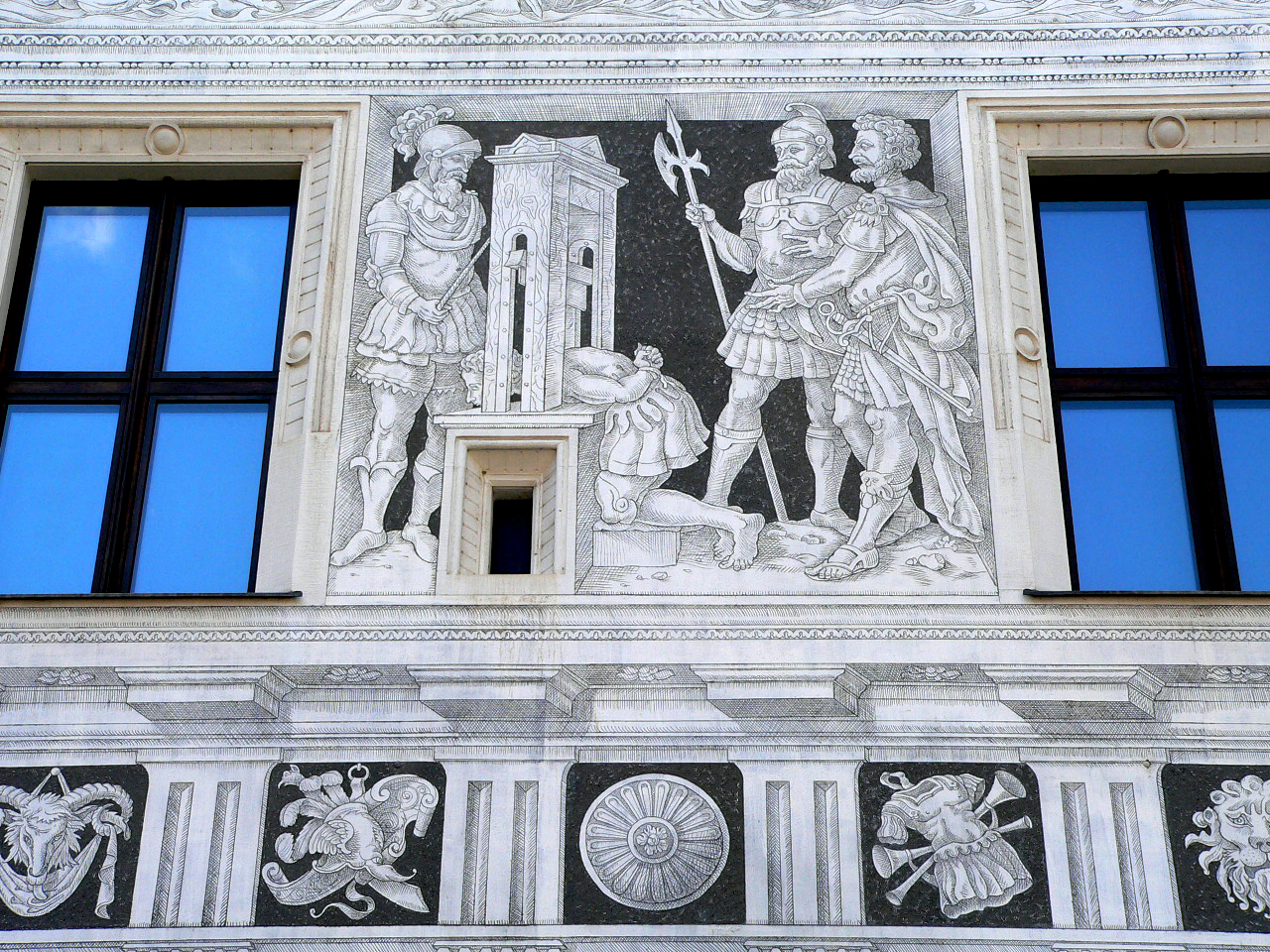
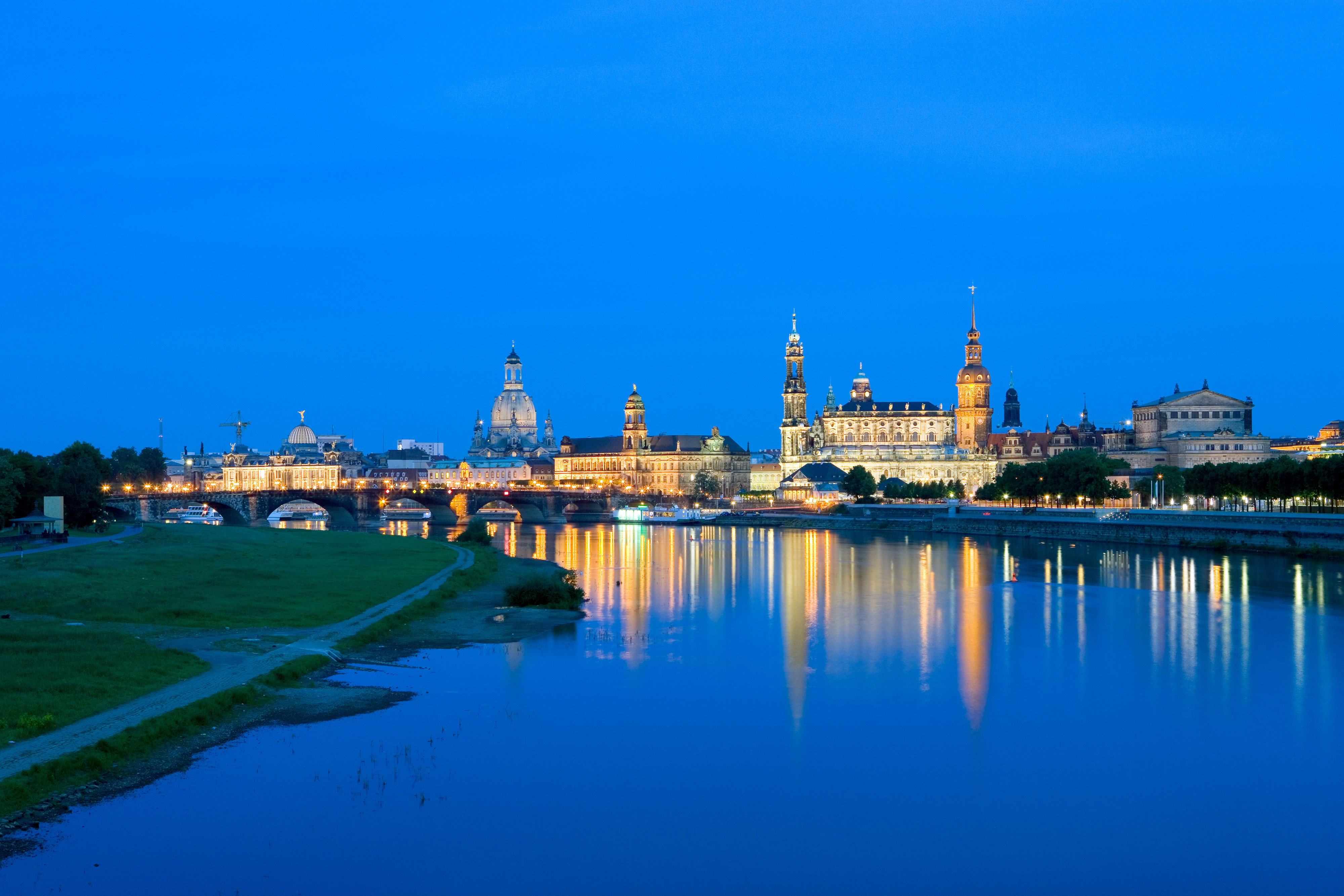